# Мутный (приток Чёрной)
Мутный — ручей в Пермском крае России, протекает в западной части Гайнского района. Является правым притоком реки Чёрная. Длина ручья составляет 5,5 км.

## Гидрография
Берёт начало в болотистой местности, на высоте ≈179 м над уровнем моря, примерно в 13 км западнее села Усть-Черная. От истока течёт 2,5 км на северо-восток, затем сворачивает на север. Впадает в Чёрную на высоте 145 м над уровнем моря, в 27 км от устья.